# Кюгюрон
Кюгюро́н (фр. и окс. Cuguron) — коммуна во Франции, находится в регионе Юг — Пиренеи. Департамент — Верхняя Гаронна. Входит в состав кантона Монрежо. Округ коммуны — Сен-Годенс.
Код INSEE коммуны — 31158.

## География
Коммуна расположена приблизительно в 660 км к югу от Парижа, в 95 км к юго-западу от Тулузы.

## Климат
Климат умеренно-океанический. Зима мягкая и снежная, весна характеризуется сильными дождями и грозами, лето сухое и жаркое, осень солнечная. Преобладают сильные юго-восточные и северо-западные ветры.

## Население
Население коммуны на 2010 год составляло 195 человек.
| 1962 | 1968 | 1975 | 1982 | 1990 | 1999 | 2010 |
| ---- | ---- | ---- | ---- | ---- | ---- | ---- |
| 188  | 203  | 197  | 181  | 179  | 176  | 195  |

## Администрация
| Период | Период | Фамилия      | Партия | Примечания |
| ------ | ------ | ------------ | ------ | ---------- |
| 2001   | 2014   | Жан Буйон    |        |            |
| 2014   | 2020   | Пьер Бранжер |        |            |

## Экономика
В 2010 году среди 127 человек трудоспособного возраста (15—64 лет) 93 были экономически активными, 34 — неактивными (показатель активности — 73,2 %, в 1999 году было 73,9 %). Из 93 активных жителей работали 85 человек (43 мужчины и 42 женщины), безработных было 8 (4 мужчины и 4 женщины). Среди 34 неактивных 10 человек были учениками или студентами, 12 — пенсионерами, 12 были неактивными по другим причинам.